# O Caminho (canção)
"O Caminho" é uma canção da banda brasileira de rock Oficina G3, escrita pelo cantor PG e o guitarrista Juninho Afram, para o álbum O Tempo, lançado em 2000. Canção de estrutura pop rock, estava diretamente ligada à "Introdução", primeira faixa do CD.
Desde que foi lançada, a canção era usada constantemente como a faixa de abertura dos shows da banda, até a saída do cantor PG em 2003. Uma de suas versões regravadas está na coletânea Gospel Collection, numa gravação original de 2001 durante o evento Canta Rio, no Rio de Janeiro.
Em 2017, a faixa foi regravada e lançada como single em parceria exclusiva com a Deezer.

## Regravações
Ao longo dos anos, "O Caminho" recebeu várias regravações e versões pela própria banda e por outros artistas. A mais notável delas saiu um single em março de 2017 com exclusividade na Deezer, com a participação do então vocalista Mauro Henrique. A canção, que fez parte de um projeto chamado Deezer Apresenta, trouxe a regravação como carro-chefe e, no lado B, uma versão acústica da canção "João", lançada em 2016. A música também foi liberada em videoclipe e a produção musical foi assinada pelo músico Dani Aguiar, que trabalha com a cantora Daniela Araújo.
Outras gravações de "O Caminho", no catálogo da Oficina G3, incluem uma versão ao vivo do DVD O Tempo (2001), a apresentação do grupo no show Canta Rio 2002 com o baterista Lufe (disponível no álbum Canta Rio 2002 e Gospel Collection). A música também esteve presente de forma regular nas apresentações de PG em sua reunião com a banda a partir de 2020. Nessa época, o grupo chegou a performar "O Caminho" no programa The Noite com Danilo Gentili.
Em carreira solo, PG também fez uma versão acústica de "O Caminho", apresentada em seu álbum Eternidade, de 2019.

## Ficha técnica
A seguir estão listados os músicos e técnicos envolvidos na produção de "O Caminho":

### Versão original
- PG - vocais, composição
- Juninho Afram - guitarras, vocal de apoio, composição
- Duca Tambasco - baixo
- Jean Carllos - teclado
- Walter Lopes - bateria
- Geraldo Penna - produção musical, arranjo, mixagem e engenharia de áudio

### Versãosingle, 2017
- Mauro Henrique - vocais
- Juninho Afram - guitarra
- Duca Tambasco - baixo
- Jean Carllos - teclado
- Maick Souza - bateria
- Dani Aguiar - produção musical, mixagem
- Cleiton Galvão - engenharia de áudio, mixagem, masterização
- Fernando Campos - engenharia de áudio